# Ultra-trail

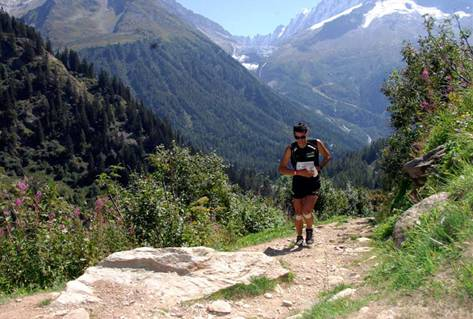
L'Espagnol Kilian Jornet sur l'Ultra-Trail du Mont-Blanc 2008

Un ultra-trail est une compétition sportive de trail, ou course nature, sur une distance d'ultrafond, c'est-à-dire une course à pied en milieu naturel (forêt, plaine, montagne) sur très longue distance, sur un parcours généralement balisé. Selon les définitions des organisateurs et spécialistes, cette distance « ultra » est supérieure à 80 kilomètres,.

## Histoire
Dans sa version moderne, l'ultra-trail trouve son origine aux États-Unis, lorsqu'en 1974, un coureur à pied du nom de Gordy Ainsleigh, se joint à la course équestre de la Western States 100-Mile Endurance Run pour voir s'il arrive, dans le temps imparti de 24 heures, à faire à pied les 100 milles du parcours. 23 heures et 42 minutes plus tard, il gagne son pari. 
Plus tard d'autres courses sont créées sur des distances différentes, le format de 100 milles (soit environ 160 km) reste une référence et rassemble les épreuves phares des événements d'ultra-trail. En Europe et notamment en France, les premières épreuves d'Ultra-trail (alors nommées différemment) voient le jour dans les années 1980 et 1990, avec des évènements pionniers qui existent encore à ce jour : tels que le Marathon des Sables (créé en 1985), la Diagonale des Fous (1989), la 6000D (1990), l’Endurance Trail du Festival des Templiers et le Trail l'Ardéchois (1995). La discipline connaîtra cependant une croissance significative et un fort engouement à travers le monde au tournant du 21e siècle. Au cours des années 2000 et 2010, des épreuves sont créées sur tous les continents et depuis 2014 la plupart des plus prestigieuses forment l'Ultra-Trail World Tour.

## Pratique
La pratique de l'ultra-trail est liée au tourisme sportif, des coureurs amateurs voyagent pour participer à de nouvelles épreuves et profitent de leur séjour sur place pour faire du tourisme et découvrir le territoire - l'évènement sportif lui même peut être considéré comme « ressource territoriale au service du développement touristique ». Concrètement les évènements sportifs de type ultra trail running génèrent « de la fréquentation et permettent de faire rayonner un territoire en contribuant à sa notoriété. Deuxièmement, ils créent ou confortent une destination touristique. Enfin, ils participent à l’imagerie du lieu et aux représentations associées à cet espace ».
Une course de longue distance en pleine nature, réalisée en plusieurs étapes (heures de repos) ou en complète autonomie (bivouac) ou bien avec une difficulté d'orientation (parcours non balisé), sera désignée plutôt sous le nom de raid nature.
Quelle que soit la distance ou le type d'épreuve préparée, lorsque l'on parle d'ultra-trail, les pratiquants amateurs assument des volumes d'entrainement importants allant jusqu'à 15 h d'entrainement hebdomadaires. Chez les élites, lors des week-ends chocs, certains athlètes comme François D'Haene ou Mathieu Blanchard peuvent s'entrainer jusqu'à 40h par semaine.

### Matériel
Pour un article plus général, voir Trail (course à pied).

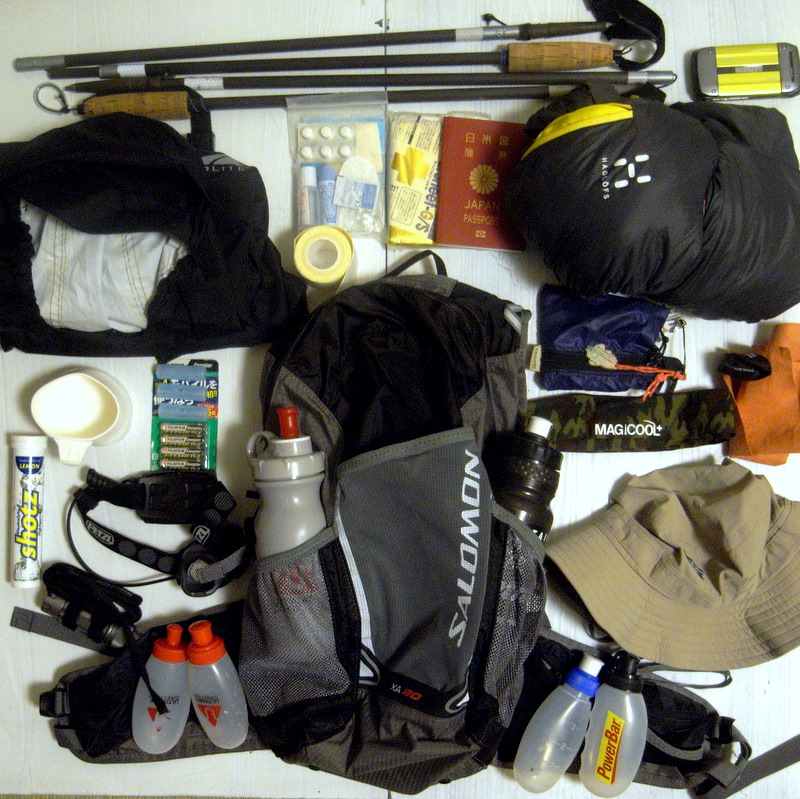
Matériel d'un coureur de la CCC en 2009

En raison de la distance et du temps passé à courir, les pratiquants utilisent un matériel spécifique. Les équipements sont en général des dérivés du matériel spécifique aux activités de plein-air, rendus plus légers pour permettre de courir. Les premiers pratiquants utilisaient des chaussures de course à pied sur route. À partir des années 2000 les chaussures spécifiques se développent, les coureurs utilisent des chaussures de trail, privilégiant les modèles les plus confortables et robustes. Sur les épreuves, des ravitaillements réguliers permettent aux participants de porter peu de vivres, les sacs peuvent donc être légers et de petit volume. Sur un grand nombre de compétitions, une liste de matériel obligatoire est imposée aux coureurs, pour s'assurer qu'ils puissent faire face à conditions météorologiques difficiles ou à une défaillance physique. Ce phénomène a poussé le développement de matériel ultraléger pour permettre aux coureurs de valider la liste de matériel obligatoire tout en portant le moins de poids possible.

### Statut des athlètes de haut niveau
Il n'existe pas de structures permettant aux athlètes d'être professionnels comme dans d'autres sports d'endurance. Les coureurs de haut niveau sont soutenus par des fabricants d'équipement d'ultra-trail. Certains cadors actuels comme Jim Walmsley et Kilian Jornet vivent avec leurs contrats de sponsoring. D'autres comme François D'Haene et Xavier Thévenard exercent une autre activité à temps partiel.

## Ultra-trails les plus connus
De par son importance dans l'histoire de l'utra-trail, la Western States 100-Mile Endurance Run est une épreuve majeure au niveau mondial. Fondé en 2003, l'Ultra-Trail du Mont-Blanc s'est très rapidement imposé comme un autre événement incontournable qui regroupe des athlètes de très haut niveau. Ces deux courses font partie de l'Ultra-Trail World Tour depuis sa création en 2014. La Hardrock 100, le Grand Raid et le Marathon des Sables font également partie des courses les plus connues en raison de leur ancienneté et de leur spécificité.

## Athlètes de haut niveau

### Hommes
Dans les années 1990, Tim Twietmeyer, quintuple vainqueur de la Western States 100 et Eric Clifton, multiple vainqueur de la Vermont 100 Mile Endurance Run et de la JFK 50 Mile sont les coureurs les plus reconnus. Dans les années 2000, plusieurs athlètes sont entrés dans l'histoire de l'ultra-trail en dominant une course sur plusieurs années successives malgré une concurrence en progression. On peut ainsi citer Scott Jurek sur la Western States 100 et Lahcen Ahansal sur le Marathon des sables. Marco Olmo et Dawa Sherpa se sont illustrés sur des courses européennes, en particulier l'Ultra-Trail du Mont-Blanc. Anton Krupicka a également marqué cette décennie par ses résultats et son style minimaliste. Kilian Jornet, qui a débuté en 2008, est considéré comme le plus grand coureur d'ultra-trail de l'histoire, son statut et ses performances ont contribué à la médiatisation de ce sport. Dylan Bowman et Timothy Olson ou encore Julien Chorier et Sébastien Chaigneau ont remporté des victoires prestigieuses entre 2010 et 2015. François D'Haene a marqué les années 2010 par ses multiples victoires sur l'Ultra-Trail du Mont-Blanc et le Grand Raid. Xavier Thévenard et Luis Alberto Hernando (depuis 2013) ainsi que Jim Walmsley et Pau Capell (depuis 2016) sont également cités parmi les coureurs les plus performants de leur génération.

### Femmes
Avec notamment 14 victoires sur la Western States 100, Ann Trason a marqué les années 1990. Elisabeth Hawker, Nikki Kimball et Corinne Favre ont remporté des victoires prestigieuses au cours des années 2000. Le palmarès de l'Ultra-Trail du Mont-Blanc des années 2010 regroupe des athlètes qui se sont illustrées par ailleurs comme Nathalie Mauclair, Caroline Chaverot, Núria Picas et Francesca Canepa. Certaines coureuses venant du skyrunning ont remporté plusieurs ultra-trails prestigieux comme Emelie Forsberg, Anna Frost et Ragna Debats. Depuis 2016, Courtney Dauwalter cumule les performances.